# ایتانیوم

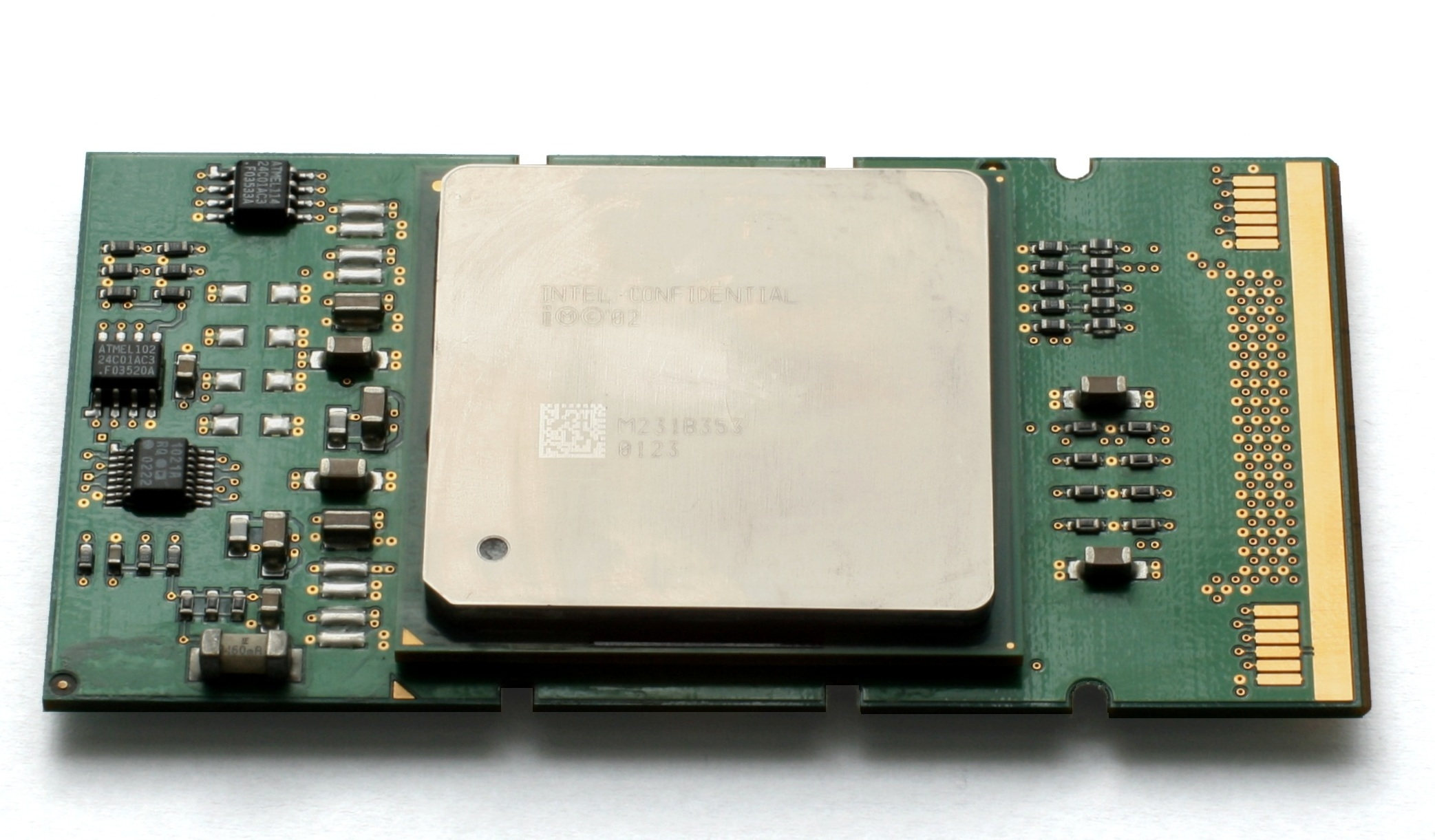

ایتانیوم (به انگلیسی: Itanium) نام خانواده‌ای از ریزپردازنده‌های ۶۴-بیتی شرکت اینتل است که معماری ایتانیوم اینتل (به انگلیسی: Intel Itanium architecture) (یا IA-64) در آنها پیاده‌سازی شده است. اینتل این خانواده از پردازنده‌ها را برای بازار سرورهای تجاری و سیستم‌های رایانه‌ای با کارایی بالا در نظر گرفته است. معماری ایتانیم در ابتدا از شرکت هیولت پکرد سرچشمه گرفت و بعدها به طور مشترک توسط اینتل و اچ‌پی توسعه یافت. سیستم‌های مبتنی بر ایتانیوم توسط شرکت اچ‌پی و چندین تولیدکننده دیگر تولید می‌شوند.